# Lista de unidades de saúde de Florianópolis
Esta é uma lista de unidades de saúde de Florianópolis, incluindo hospitais, maternidades, policlínicas e unidades básicas de saúde.

## Hospitais e Maternidades
- Hospital Celso Ramos
- Hospital Nereu Ramos
- Hospital Florianópolis (HF)
- Hospital de Caridade (HC)
- Hospital Infantil Joana de Gusmão (HI)
- Hospital Universitário (HU)
- Baia Sul Medical Center
- Hospital Santa Catarina
- Ilha Hospital e Maternidade
- Hospital S.O.S. Cárdio
- Hospital da Polícia Militar Comandante Lara Ribas (HPM)
- Hospital de Guarnição de Florianópolis (HGF)
- Hospital de Custódia e Tratamento Psiquiátrico (HCTP)
- Centro de Pesquisas Oncológicas (CEPON)
- Hospital e Maternidade Doutor Carlos Corrêa
- Maternidade Carmela Dutra

## Policlínicas e Unidades de Pronto Atendimento (UPA)
- Policlínica e UPA do Norte da Ilha
- Policlínica e UPA do Sul da Ilha
- Policlínica do Centro
- Policlínica do Continente
- Pronto Atendimento Infantil Unimed

## Centros ou Unidades Básicas de Saúde
- Centro de Saúde Santo Antônio de Lisboa
- Centro de Saúde Ratones
- Centro de Saúde Canasvieiras
- Centro de Saúde Jurerê
- Centro de Saúde Cachoeira do Bom Jesus
- Centro de Saúde Vargem Grande
- Centro de Saúde Vargem Pequena
- Centro de Saúde Ponta das Canas
- Centro de Saúde Ingleses
- Centro de Saúde Santinho
- Centro de Saúde Rio Vermelho
- Centro de Saúde Lagoa da Conceição
- Centro de Saúde Costa da Lagoa
- Centro de Saúde Barra da Lagoa
- Centro de Saúde Canto da Lagoa
- Centro de Saúde Costeira do Pirajubaé
- Centro de Saúde Rio Tavares
- Centro de Saúde Fazenda do Rio Tavares
- Centro de Saúde Campeche
- Centro de Saúde Morro das Pedras
- Centro de Saúde Carianos
- Centro de Saúde Tapera
- Centro de Saúde Ribeirão da Ilha
- Centro de Saúde Alto Ribeirão
- Centro de Saúde Armação
- Centro de Saúde Pantâno do Sul
- Centro de Saúde Caiera da Barra do Sul
- Centro de Saúde Saco dos Limões
- Centro de Saúde Agrônomica
- Centro de Saúde Prainha
- Centro de Saúde Pantanal
- Centro de Saúde Córrego Grande
- Centro de Saúde Trindade
- Centro de Saúde Montserrat
- Centro de Saúde Centro
- Centro de Saúde Itacorubi
- Centro de Saúde João Paulo
- Centro de Saúde Saco Grande
- Centro de Saúde Coqueiros
- Centro de Saúde Abraão
- Centro de Saúde Vila Aparecida
- Centro de Saúde Novo Continente
- Centro de Saúde Capoeiras
- Centro de Saúde Monte Cristo
- Centro de Saúde Coloninha
- Centro de Saúde Jardim Atlântico
- Centro de Saúde Sapé
- Centro de Saúde Estreito
- Centro de Saúde Balneário